# سلوپنه
سلوپنه (به چکی: Slopné) یک منطقهٔ مسکونی در جمهوری چک است که در ناحیه زلین واقع شده‌است. سلوپنه ۹٫۶۶ کیلومتر مربع مساحت و ۵۷۳ نفر جمعیت دارد و ۳۴۹ متر بالاتر از سطح دریا واقع شده‌است.

## خواهرخوانده
شهر Slopná خواهرخواندهٔ سلوپنه هست.